# Benoît Charest

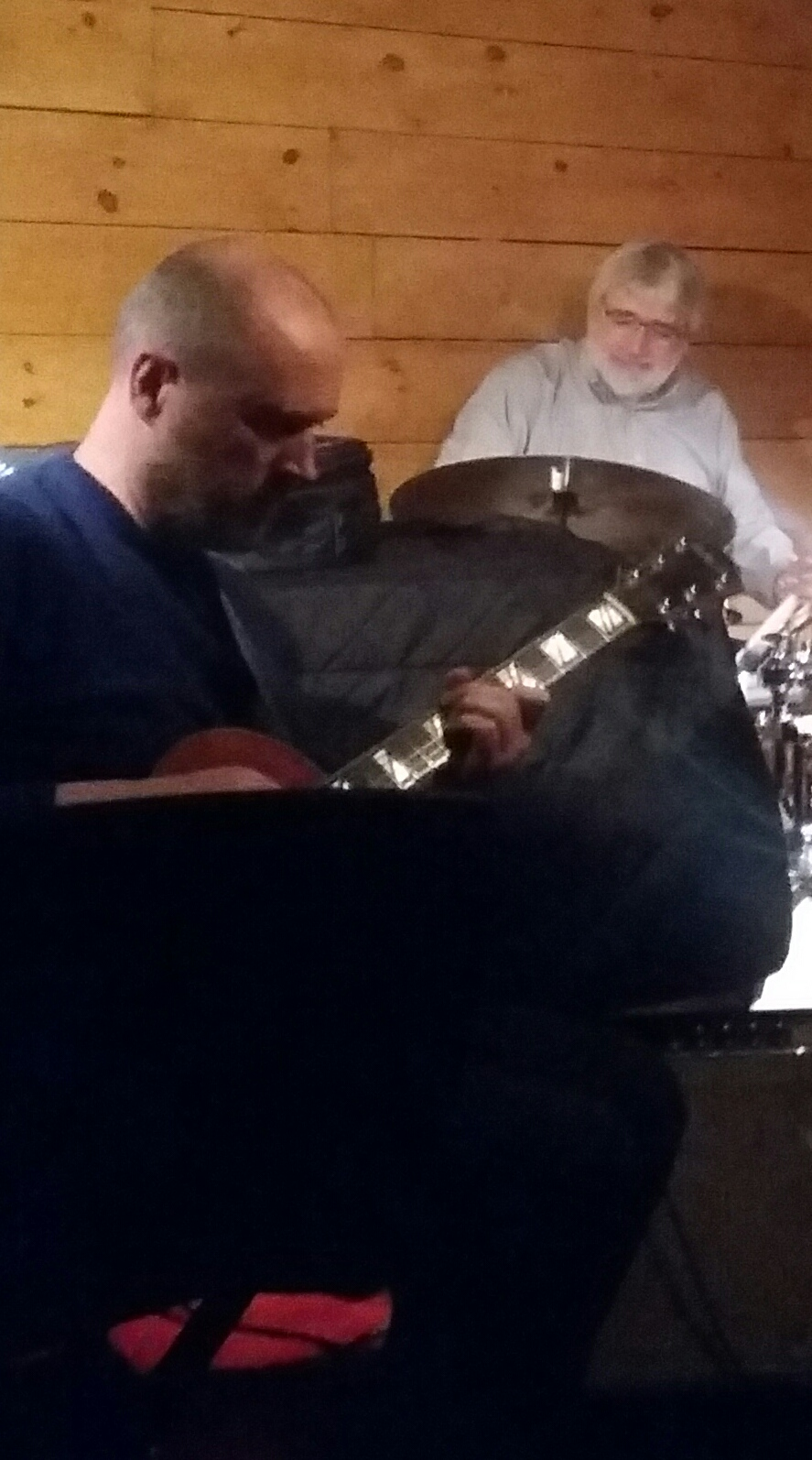
Benoît Charest

Benoît Charest (* 16. Juli 1964 in Montreal) ist ein kanadischer Jazzgitarrist und Filmkomponist.

## Leben
Charest kam 1964 als Sohn einer Engländerin und eines Französisch-Kanadiers in Montreal zur Welt. Im Alter von 13 Jahren lernte er das Gitarrespielen und begann, sich im Alter von 17 Jahren für Jazz zu interessieren. Er nahm bald darauf private Gitarrenstunden und studierte an der McGill University und der Universität Montreal. Zwischen 1987 und 1997 war er regelmäßig als Jazzgitarrist bei kleinen Jazzkonzerten von Alain Caron, Michel Donato, Ben Monder und anderen tätig.
Charest schrieb die Filmmusik für den 1991 erschienenen Dokumentarfilm Montréal rétro des National Film Board of Canada. Von 1993 bis 1997 arbeitete er als Lehrer für Jazzgitarre am Cégep de Saint-Laurent in Montreal. Es folgten ab 1999 weitere Soundtracks für Kino- und Fernsehfilme, aber auch Musik für Werbespots (u. a. United Airlines, McDonald’s) und Theaterstücke. Für den Soundtrack zu Das große Rennen von Belleville gewann Charest 2004 unter anderem einen César für die Beste Filmmusik. Sein Lied Belleville Rendez-Vous wurde für einen Oscar in der Kategorie Bester Song nominiert und erhielt im Folgejahr eine Grammy-Nominierung in der Kategorie Bester Song geschrieben für Film, Fernsehen oder visuelle Medien.
Mit Dan Thouin und John Fraboni bildet Charest das Benoît Charest Trio, mit dem er unter anderem 2013 auf dem Festival International de Jazz de Montréal auftrat.
2018 wurde er in die Academy of Motion Picture Arts and Sciences berufen, die jährlich die Oscars vergibt.

## Filmografie (Auswahl)
- 1992: Montréal rétro
- 1999: Matroni et moi
- 2000: La vie après l’amour
- 2003: Das große Rennen von Belleville (Les triplettes de Belleville)
- 2007: Ma tante Aline
- 2008: Adam’s Wall
- 2009: Polytechnique
- 2010: Route 132
- 2010: Oliver Sherman
- 2011: Flaschenpost vor Gaza (Une bouteille à la mer)
- 2012: Touch the Sky
- 2012: Mars et Avril
- 2012: Upside Down
- 2013: The Boy Who Smells Like Fish
- 2014: The Wanted 18
- 2014: Crazy Love
- 2015: Jonathan Strange & Mr Norrell (TV-Serie, 7 Folgen)
- 2015: Paul à Québec
- 2015: Goldfish
- 2017: Radius – Tödliche Nähe (Radius)

## Auszeichnungen (Auswahl)
- 2004: Oscar-Nominierung, Bester Song, für Belleville Rendez-Vous aus Das große Rennen von Belleville
- 2004: César, Beste Filmmusik für Das große Rennen von Belleville, für Das große Rennen von Belleville
- 2004: Étoile d’Or, Bester Komponist, für Das große Rennen von Belleville
- 2004: Nominierung CFCA Award für die Beste Filmmusik, Chicago Film Critics Association, für Das große Rennen von Belleville
- 2004: LAFCA Award der Los Angeles Film Critics Association, Beste Filmmusik,
- 2005: Nominierung Genie Award, Beste Filmmusik, für Das große Rennen von Belleville
- 2005: Nominierung Grammy, Bester Filmsong, für Belleville Rendez-Vous aus Das große Rennen von Belleville
- 2010: Nominierung Genie Award, Beste Filmmusik, für Polytechnique
- 2010: Nominierung Prix Jutra, Beste Filmmusik, für Polytechnique
- 2011: Prix Jutra, Beste Filmmusik, für Route 132
- 2013: Nominierung Canadian Screen Award, Beste Filmmusik, für Mars et Avril
- 2013: Nominierung Prix Jutra, Beste Filmmusik, für Mars et Avril
- 2013: Nominierung Prix Jutra, Beste Filmmusik, für Flaschenpost vor Gaza
- 2014: Nominierung Prix Jutra, Beste Filmmusik, für Upside Down